# Dunlande
Pour les articles homonymes, voir Dun.
La Dunlande (ou pays de Dun dans la traduction de Francis Ledoux, Dunland en anglais) est dans l'œuvre de l'écrivain britannique J. R. R. Tolkien une région du nord-ouest de la Terre du Milieu. Elle est peuplée par les Dunlendings, des hommes grands, basanés et bruns issus du peuple de Haleth, et donc parents éloignés des Dúnedain.
Dun ou dunn signifie « brun, marron sombre » (en rapport au teint basané de ces hommes) dans le langage de leurs voisins du royaume de Rohan (inspiré du vieil anglais), lesquels les nommèrent lorsqu'ils s'installèrent dans le Calenardhon à la fin du Troisième Âge.

## Origines
Les ancêtres des Dunlendings vivaient, au début du Second Âge sur les rives de la Gwathló, la « Rivière de l'Ombre ». Au premier contact avec les Númenoréens, plus avancés, ils étaient décrits comme suffisamment nombreux et assez belliqueux, mais ils formaient de petites communautés forestières sans véritable autorité centrale. Lorsqu'ils les rencontrèrent, les Númenóréens les appelèrent Gwathuirim (« Peuple de l'Ombre » en sindarin). La langue de ces hommes leur paraissait fort différent de leur propre langue, l'adûnaic, mais les Númenóréens ne purent voir que ces hommes des bois étaient en fait leurs « parents », et ils les prirent pour des Hommes de l'Ombre.
En outre, le besoin sans cesse croissant de bois des Númenóréens amena finalement les deux peuples à s'affronter. Après de longues guerres, durant lesquelles Sauron utilisa des Gwathuirim comme espions, les hommes des bois survivants fuirent vers le pays de Dun, devenant un peuple de bergers.

## De la fin du Second Âge à la naissance du Rohan
À la fin du Second Âge, ces hommes et leur terre étaient connus sous le nom d'Enedwaith, ce qui signifie à la fois « Peuple du Milieu » et « Région du Milieu », car ils se situaient entre les deux royaumes númenóréens d'Arnor et de Gondor. Ils étaient largement ignorés par les Dúnedain, malgré la présence de la cité prospère de Tharbad non loin de leurs terres. Ils n'apprirent ainsi jamais à parler l'occidentalien, ce qui ne les empêcha pas de lentement coloniser le Calenardhon, que les Dúnedain de Gondor désertaient peu à peu. C'est alors que l'intendant Cirion donna le Calenardhon à Éorl le Jeune et à son peuple, en 2510 du Troisième Âge.

## Forgoil et Dunlendings
Les nouveaux arrivants, bientôt connus sous le nom de Rohirrim, ne tardèrent pas à chasser les Dunlendings qui occupaient le nouveau royaume de Rohan. Ceux-ci en gardèrent une rancune tenace envers ceux qu'ils appelaient Forgoil, « Têtes de Paille ». En 2758, menés par Wulf, un seigneur d'origine à la fois rohanaise et dunlandaise, ils attaquèrent le Rohan. Wulf prit Edoras et s'y couronna roi, tandis que le roi légitime, Helm, mourut lors du siège de la gorge de Helm par les Dunlendings. L'usurpateur fut chassé par Fréalaf, neveu de Helm, et les Dunlendings furent refoulés hors du Rohan.
La forteresse d'Orthanc, dans le cercle d'Isengard, gardait la trouée de Rohan ; mais à l'époque de l'intendant Beren, la garnison de cette forteresse s'était mêlée aux Dunlendings, et elle était devenue hostile au Gondor. Pour y remédier, Beren donna les clés d'Orthanc au mage Saruman.
Lors de la guerre de l'Anneau, Saruman utilisa l'hostilité ancestrale des Dunlendings envers les Rohirrim pour les gagner à sa cause. Après la bataille du gouffre de Helm, les Rohirrim laissèrent les Dunlendings survivants rentrer chez eux, demandant que toutes les hostilités cessent et que les Dunlendings se retirent de nouveau derrière l'Isen.

## Sources
1. ↑  Le Bosworth and Toller donne DUN ; adj. DUN, a colour partaking of brown and black.
2. ↑  Le Seigneur des anneaux, Appendice F.
3. ↑  Contes et légendes inachevés, « L'histoire de Celeborn et Galadriel ».
4. ↑  The Peoples of Middle-earth, « Of Dwarves and Men ».